# 喬哈陶里市鎮
喬哈陶里市鎮，是格魯吉亞西部古里亚大区的市鎮，行政中心为喬哈陶里。市镇面積为825平方公里，2014年人口数量为19,001人，人口密度每平方公里23人。